# Bellegarde (Tarn)
Pour les articles homonymes, voir Bellegarde.

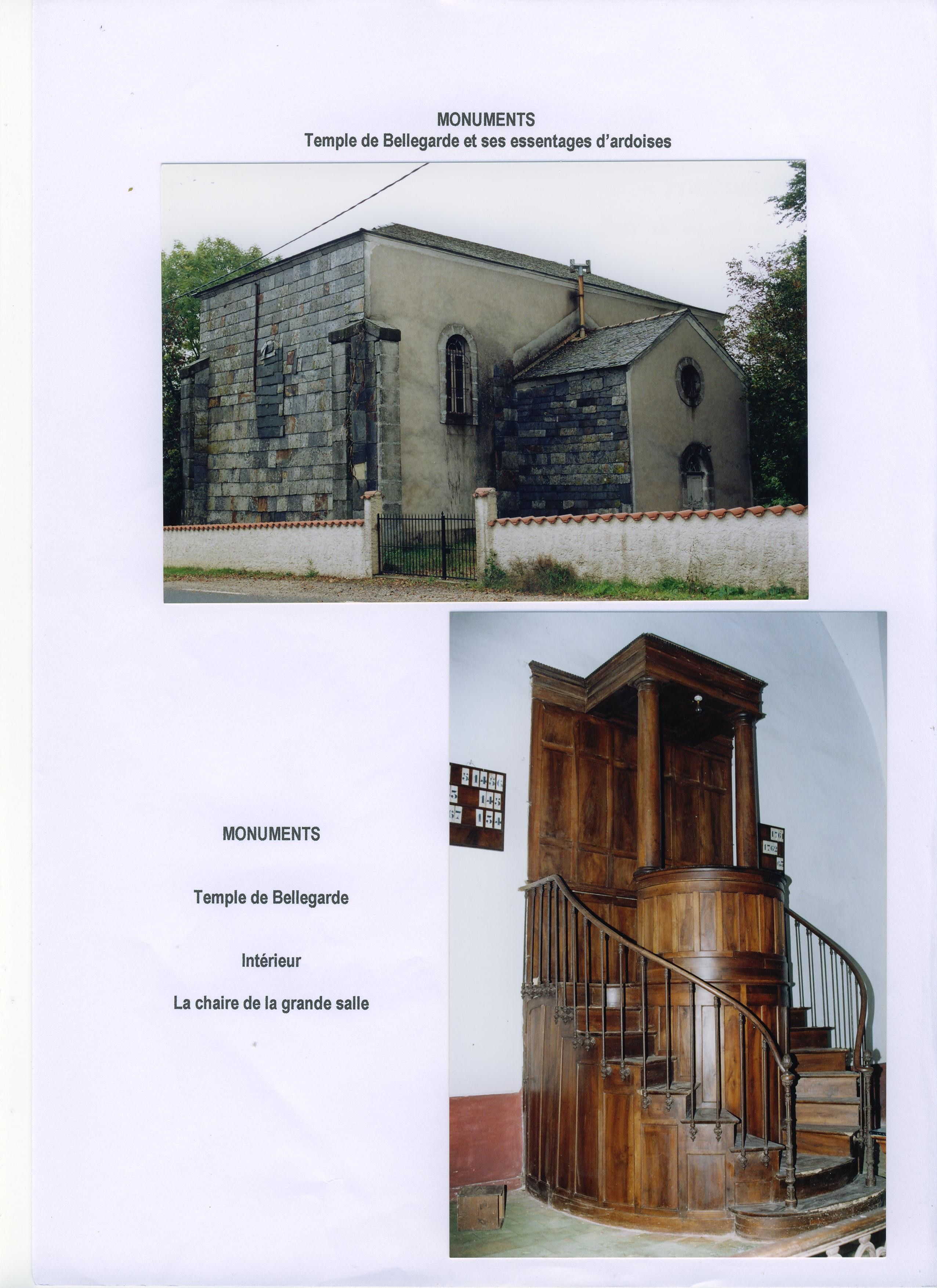
Bellegarde (Tarn)

Bellegarde est une ancienne commune française située dans le département du Tarn, en région Occitanie.
Le 1er janvier 2016, la commune disparait après lors de sa fusion au sein de la commune nouvelle de Bellegarde-Marsal.

## Géographie

### Communes limitrophes
| Saint-Juéry (par un quadripoint) | Marsal (Bellegarde-Marsal) |                          |
| Cambon                           | Bellegarde                 | Villefranche-d'Albigeois |
| Fréjairolles                     | Mouzieys-Teulet            |                          |

## Politique et administration
| Période                                  | Période  | Identité           | Étiquette | Qualité |
| ---------------------------------------- | -------- | ------------------ | --------- | ------- |
| mars 2001                                | 2008     | Jean-Claude Durand |           |         |
| mars 2008                                | En cours | Serge Capgras      |           |         |
| Les données manquantes sont à compléter. |          |                    |           |         |

## Démographie
| 1793 | 1800 | 1806 | 1821 | 1831 | 1836 | 1841 | 1846 | 1851 |
| ---- | ---- | ---- | ---- | ---- | ---- | ---- | ---- | ---- |
| 324  | 310  | 348  | 446  | 478  | 483  | 481  | 498  | 497  |

| 1856 | 1861 | 1866 | 1872 | 1876 | 1881 | 1886 | 1891 | 1896 |
| ---- | ---- | ---- | ---- | ---- | ---- | ---- | ---- | ---- |
| 470  | 474  | 477  | 505  | 520  | 517  | 513  | 509  | 414  |

| 1901 | 1906 | 1911 | 1921 | 1926 | 1931 | 1936 | 1946 | 1954 |
| ---- | ---- | ---- | ---- | ---- | ---- | ---- | ---- | ---- |
| 355  | 381  | 348  | 319  | 295  | 308  | 305  | 296  | 303  |

| 1962 | 1968 | 1975 | 1982 | 1990 | 1999 | 2008 | 2013 | - |
| ---- | ---- | ---- | ---- | ---- | ---- | ---- | ---- | - |
| 305  | 290  | 287  | 355  | 335  | 318  | 392  | 441  | - |

## Lieux et monuments
Bellegarde possède peu de monuments remarquables. Au centre du village, se dresse l'église Saint-Benoît bâtie au XIXe siècle et qui possède une magnifique Vierge à l'Enfant, datée du premier quart du XVIe siècle. Cette sculpture est classée au titre objet (1908/03/27).
L'église se dresse sur la place centrale sur laquelle sont bâties l'ancienne mairie, ainsi que l'ancienne école communale. Le lieu, ombragé par de vieux et magnifiques marronniers, est très souvent le siège de fêtes et de rassemblements.